# Alejandro Bedoya
Alejandro Bedoya (født 29. april 1987 i Englewood, New Jersey, USA) er en amerikansk fodboldspiller (offensiv midtbane/kant). Han spiller for Philadelphia Union i Major League Soccer.
Bedoya startede sin seniorkarriere hos Örebro SK i Sverige, inden han i 2011 skiftede til det skotske storhold Rangers. Den 28. august samme år debuterede han for klubben i en Premier League-kamp mod Aberdeen. Da Rangers i sommeren 2012 gik konkurs og blev tvangsnedrykket skiftede Bedoya tilbage til svensk fodbold og Helsingborg. I august 2013 skiftede han til FC Nantes i Frankrig.

## Landshold
Bedoya står (pr. april 2018) noteret for 66 kampe og to scoringer for USAs landshold, som han debuterede for 23. januar 2010 i en venskabskamp mod Honduras. Han var en del af den amerikanske trup til VM i 2014 i Brasilien.